# Adelheid von Hanau (Klarenthal)
Adelheid von Hanau († 13. November 1440) war die jüngste Tochter Ulrichs V. von Hanau (* ca. 1370; † 1419) und dessen Ehefrau, Elisabeth von Ziegenhain (* ca. 1375; † 1. Dezember 1431), Tochter des Grafen Gottfried VIII. von Ziegenhain.
Adelheid trat gemeinsam mit ihrer Schwester Agnes 1412 in das Kloster Klarenthal ein. Anlässlich dieses Aktes verzichteten die Schwestern auf alle Ansprüche an die Herrschaft Hanau. Im Gegenzug dafür erhielten sie die für einen Eintritt in das Kloster erforderliche Ausstattung. Dies war in adeligen Familien ein übliches Verfahren, jüngere Töchter zu versorgen.
Adelheid starb am 13. November 1440 und wurde wohl im Kloster Klarenthal beigesetzt.
| Ahnentafel der Adelheid von Hanau | Ahnentafel der Adelheid von Hanau                                                         | Ahnentafel der Adelheid von Hanau                                                         | Ahnentafel der Adelheid von Hanau                                                                                  | Ahnentafel der Adelheid von Hanau                                                                                  | Ahnentafel der Adelheid von Hanau | Ahnentafel der Adelheid von Hanau |
| --------------------------------- | ----------------------------------------------------------------------------------------- | ----------------------------------------------------------------------------------------- | --- | --- | --------------------------------- | --------------------------------- |
| Urgroßeltern                      | Ulrich III. von Hanau (* ca. 1310 – † 1369/70) ⚭ Adelheid von Nassau († 1344)             | Graf Eberhard von Wertheim († 1373) ⚭ Burggräfin Katharina von Hohenzollern († 1369)      | Graf Gottfried VII. von Ziegenhain (* vor 1360; † 1394) ⚭ Agnes von Falkenstein († 1380)                           | Herzog Ernst I. von Braunschweig-Göttingen (* 1305; † 1367) ⚭ Landgräfin Elisabeth von Hessen († 1390)             |                                   |                                   |
| Großeltern                        | Ulrich IV. von Hanau (* 1330/40; † 1380) ⚭ Gräfin Elisabeth von Wertheim (* 1347; † 1378) | Ulrich IV. von Hanau (* 1330/40; † 1380) ⚭ Gräfin Elisabeth von Wertheim (* 1347; † 1378) | Graf Gottfried VIII. von Ziegenhain (* 1360; † 1394) ⚭ Herzogin Agnes von Braunschweig-Lüneburg-Göttingen († 1416) | Graf Gottfried VIII. von Ziegenhain (* 1360; † 1394) ⚭ Herzogin Agnes von Braunschweig-Lüneburg-Göttingen († 1416) |                                   |                                   |
| Eltern                            | Ulrich V. von Hanau (* 1370; † 1419) ⚭ Gräfin Elisabeth von Ziegenhain (* 1375; † 1431)   | Ulrich V. von Hanau (* 1370; † 1419) ⚭ Gräfin Elisabeth von Ziegenhain (* 1375; † 1431)   | Ulrich V. von Hanau (* 1370; † 1419) ⚭ Gräfin Elisabeth von Ziegenhain (* 1375; † 1431)                            | Ulrich V. von Hanau (* 1370; † 1419) ⚭ Gräfin Elisabeth von Ziegenhain (* 1375; † 1431)                            |                                   |                                   |
| Adelheid                          |                                                                                           |                                                                                           | | |                                   |                                   |